# Криниця Свята (пам'ятка природи)
Крини́ця Свята́ — гідрологічна пам'ятка природи місцевого значення в Україні. Розташована в межах Роменського району Сумської області, за 2 км на захід від села Великі Бубни.

## Опис
Площа 13,7 га. Статус присвоєно згідно з рішенням Сумської обласної ради від 28.04.2017 року «Про зміни в мережі територій та об'єктів природно-заповідного фонду області». Перебуває у віданні: Роменська районна державна адміністрація.
Статус присвоєно для збереження самовиливного джерела води та навколишньої території з лучно-степовою рослинністю, де виявлено рідкісні види флори і фауни. Серед них занесені до Червоної книги України, зокрема сон чорніючий та ксилокопа звичайна. Територія займає частину балки біля адміністративної межі з Чернігівською областю.
Пам'ятка природи має природоохоронне, наукове, рекреаційне, історико-культурне та культове значення.